# مقاطعة شاركي (ميسيسيبي)
مقاطعة شاركي هي مقاطعة في مسيسيبي، بلغ عدد سكانها 4٬916  نسمة، في 2010، عاصمتها رولينغ فورك، تبلغ مساحتها 1٬126 كيلومتر مربع.

## الموقع
تشترك في الحدود مع:
- مقاطعة واشنطن (ميسيسيبي).

## التقسيمات الإدارية
- رولينغ فورك.